# يوهانس كراوزه
يوهانس كراوزه (بالألمانية: Johannes Krause)‏ هو إحاثي وعالم وراثة وعالم كيمياء حيوية وأستاذ جامعي وباحث ألماني، ولد في 17 يوليو 1980 في Leinefelde ‏ في ألمانيا.